# Festuca dinirica
Festuca dinirica är en gräsart som beskrevs av Stancík. Festuca dinirica ingår i släktet svinglar, och familjen gräs. Inga underarter finns listade i Catalogue of Life.